# Красноярка (Кайлинское сельское поселение)
Красноярка — деревня в Усть-Ишимском районе Омской области. Входит в состав Кайлинского сельского поселения.

## История
В 1926 года состояла из 69 хозяйств, основное население — русские. Центр Красноярского сельсовета Усть-Ишимского района Тарского округа Сибирского края.

## Население
| 1926 | 2010 |
| ---- | ---- |
| 310  | ↘101 |